# Michael Fink
Michael L. Fink é um especialista em efeitos especiais norte-americano. Como reconhecimento, foi nomeado ao Oscar 2008 na categoria de Melhores Efeitos Visuais por The Golden Compass.